# Gerardo Martín Peña

Gerardo Martín Peña (Hervás, 23 de abril de 1883 - Hervás, 10 de septiembre de 1961) fue un compositor y maestro de capilla español.

## Vida
Gerardo Martín Peña nació en Hervás, provincia de Cáceres, el 23 de abril de 1883, hijo de Eduardo Martín y Claudia Peña. Estudió en el Seminario de Plasencia y luego en la Universidad Gregoriana de Roma. En 1906 se ordenó sacerdote en Coria y trabajó en el Seminario de Zamora, enseñando canto gregoriano y música. Se doctoró en Teología en la Universidad Pontificia de Toledo. En 1615 se trasladó a Madrid para estudiar en el Conservatorio con Bernardo Gabiola y José Moreno Ballesteros, órgano y armonía respectivamente.
El 1 de agosto de 1921 tomó posesión del magisterio de la Catedral de Orense, que se encontraba vacante desde la partida de Julián Ortiz Peña en 1904. Permanecería en el cargo solo tres años, dejándolo en 1924.
En 1923 el maestro Marcelino Villalba Muñoz se había desplazado como organista a Valladolid, dejando vacante el magisterio de la Catedral de Salamanca. Se organizaron unas oposiciones para las que se formó un tribunal con Dámaso Ledesma, organista de la catedral; Bernardo García Bernal, organista segundo; y Vicente Teral, director de la Banda del Regimiento de la Victoria n.° 76. En febrero de 1924 se realizaron los exámenes, en los que solo participaron, además de Martín Peña, Federico Sánchez, maestro de capilla de la Catedral de Calahorra.
Permanecería en el cargo en Salamanca hasta su fallecimiento, en Hervás, el 10 de septiembre de 1961.

## Obra
En 2007 se incorporaron los papeles de Martín Peña al Archivo de la Catedral de Salamanca. En él se encuentran unas 15 obras manuscritas, de las que 14 se han incluido en el Catálogo de los fondos musicales del archivo. Catedral de Salamanca. Destaca su Christus factus est a tres voces dispares.